# Krzanowice (stacja kolejowa)
Krzanowice – nieczynna stacja kolejowa położona w Krzanowicach.

## Historia
W latach 1895–1994 istniała stacja pasażerska.